# East Highland Way

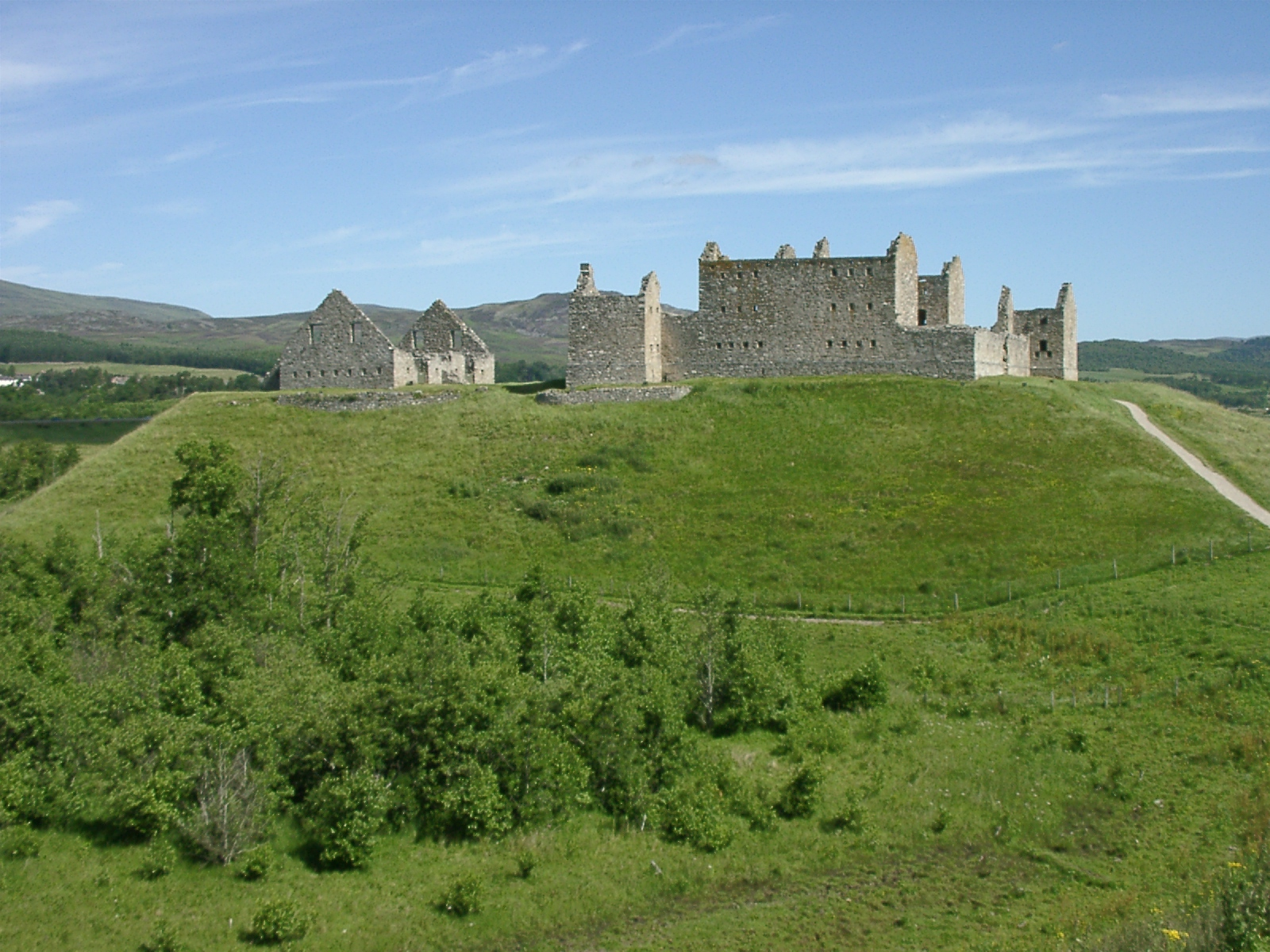
De route voert langs de ruïnes van de Ruthven Barracks.

De East Highland Way (Schots-Gaelisch:Slighe Gaidhealtachd an Ear) is een 132 kilometer lang wandelpad door de Schotse Hooglanden. De route loopt van Fort William aan de westkust (waar deze aansluit op de West Highland Way en de Great Glen Way) naar Aviemore aan de oostkant van de Hooglanden. Slechts zeer korte gedeelten van de route zijn aangegeven, hoewel het grootste deel van de route niet al te moeilijk is, met een paar moeilijkere, meer uitdagende gedeelten.
De route wordt grotendeels gevolgd door de bospaden, maar onderweg is er een variatie aan bossen en genoeg uitgestrekte stukken om een aantal prachtige uitzichten op de Centrale Hooglanden te bieden, terwijl de route door de schaduw van grote bergen loopt, van Ben Nevis aan het begin, naar de Creag Meagaidh groep en uiteindelijk de machtige Cairngorms. Een groot deel van de route gaat over paden, maar ook over asfalt en voetpaden. Er zijn twee stukken zonder paden met kruisende brandwonden. Het zwaarste gedeelte is van Laggan naar Newtonmore, door het afgelegen Glen Banchor met drie rivierovergangen die bij hoog water onbegaanbaar worden. Er is een andere route voor dergelijke omstandigheden door secundaire wegen en over een fietsroute.
1. ↑  (en) The East Highland Way (Walkhighlands). Walkhighlands. Gearchiveerd op 11 augustus 2022. Geraadpleegd op 23 mei 2022.